# Ordre de Bataille polskiej dywizji piechoty w 1920
Ordre de Bataille polskiej dywizji piechoty podczas wojny polsko-bolszewickiej 1920 – strona przedstawia orientacyjny schemat organizacji polskiej dywizji piechoty w 1920 roku. W rzeczywistości wiele jednostek powstawało na bazie już istniejących oddziałów państw zaborczych i ich struktura była nieco odmienna. Wiele dywizji powstawało też we Francji (Błękitna Armia) oraz z zaciągu ochotniczego, a ich struktura została znormalizowana dopiero po wojnie.
| Kwatera główna dywizji piechoty | dowództwo                          |
| Kwatera główna dywizji piechoty | kompania sztabowa                  |
| Kwatera główna dywizji piechoty | pluton kawalerii sztabowej         |
| Kwatera główna dywizji piechoty | pluton żandarmerii                 |
| Kwatera główna dywizji piechoty | poczta polowa                      |
| I brygada piechoty              | dowództwo                          |
| I brygada piechoty              | 1 pułk piechoty                    |
| I brygada piechoty              | 2 pułk piechoty                    |
| II brygada piechoty             | dowództwo                          |
| II brygada piechoty             | 3 pułk piechoty                    |
| II brygada piechoty             | 4 pułk piechoty                    |
| Brygada artylerii               | dowództwo                          |
| Brygada artylerii               | pułk artylerii polowej             |
| Brygada artylerii               | pułk artylerii ciężkiej            |
| Kawaleria dywizyjna             | dowództwo dywizjonu                |
| Kawaleria dywizyjna             | 1 szwadron                         |
| Kawaleria dywizyjna             | 2 szwadron                         |
| Batalion saperów                |                                    |
| Kompania telegraficzna          |                                    |
| Tabory                          | dowództwo taborów dywizji piechoty |
| Tabory                          | 1 kolumna taborowa                 |
| Tabory                          | 2 kolumna taborowa                 |
| Tabory                          | 3 kolumna taborowa                 |
| Tabory                          | 4 kolumna taborowa                 |
| Tabory                          | 5 kolumna taborowa                 |
| Tabory                          | 6 kolumna taborowa                 |
| Tabory                          | 7 kolumna taborowa                 |
| Tabory                          | 8 kolumna taborowa                 |
| Tabory                          | 9 kolumna taborowa                 |
| Tabory                          | 10 kolumna taborowa                |
| Tabory                          | 11 kolumna taborowa                |
| Tabory                          | 12 kolumna taborowa                |
| Tabory                          | piekarnia polowa                   |
| Zakłady                         | Urząd Amunicyjny                   |
| Zakłady                         | warsztat artylerii                 |
| Zakłady                         | Urząd Gospodarczy                  |
| Zakłady                         | kooperatywa                        |
| Zakłady                         | 1 szpital polowy                   |
| Zakłady                         | 2 szpital polowy                   |
| Zakłady                         | 3 szpital polowy                   |
| Zakłady                         | zakład dentystyczny                |
| Zakłady                         | pralnia polowa                     |
| Zakłady                         | szpital koni                       |

## Skład i uzbrojenie
Podczas krótkiego okresu spokoju pomiędzy zakończeniem walk polsko-ukraińskich w Galicji a rozpoczęciem działań wojennych na frontach wojny polsko-bolszewickiej dowództwo polskie starało się uporządkować i znormalizować standardowe wyposażenie polskich dywizji piechoty. Jednakże, na skutek braków w sprzęcie zadanie to udało się jedynie częściowo, dlatego w Wojsku Polskim walczyły obok siebie dywizje wyposażone w broń niemiecką, austro-węgierską, rosyjską i francuską. Nastręczało to olbrzymich trudności aprowizacyjnych, gdyż każdy z powyższych krajów używał amunicji innego typu i kalibru.